# Tim Robbins
Tim Robbins (n. 16 octombrie 1958, West Covina, California, SUA) este un actor american. A obținut Premiul Oscar pentru cel mai bun actor în rol secundar în anul 2004.

## Filmografie
| An   | Film                                  | Rol                        | Note |
| ---- | ------------------------------------- | -------------------------- | --- |
| 1982 | St. Elsewhere                         | Andrew Reinhardt           | Trei episoade |
| 1984 | No Small Affair                       | Nelson                     | |
| 1984 | Toy Soldiers                          | Boe                        | |
| 1985 | Fraternity Vacation                   | Larry "Mother" Tucker      | |
| 1985 | The Sure Thing                        | Gary Cooper                | |
| 1986 | Howard the Duck                       | Phil Blumburtt             | Nominalizare — Razzie Award for Worst Supporting Actor |
| 1986 | Top Gun                               | Lt. Sam 'Merlin' Wells     | |
| 1988 | Tapeheads                             | Josh Tager                 | |
| 1988 | Bull Durham                           | Ebby Calvin "Nuke" LaLoosh | |
| 1988 | Five Corners                          | Harry                      | |
| 1989 | Erik the Viking                       | Erik                       | |
| 1989 | Miss Firecracker                      | Delmount                   | |
| 1989 | Twister                               | Jeff                       | |
| 1990 | Jacob's Ladder                        | Jacob Singer               | |
| 1990 | Cadillac Man                          | Larry                      | |
| 1991 | Jungle Fever                          | Jerry                      | |
| 1992 | Bob Roberts                           | Bob Roberts                | Also writer, director Bronze Award for Best Actor at the Tokyo International Film Festival Nominated — Golden Globe Award for Best Actor – Motion Picture Musical or Comedy |
| 1992 | The Player                            | Griffin Mill               | Best Actor Award (Cannes Film Festival) Golden Globe Award for Best Actor – Motion Picture Musical or Comedy Nominated — BAFTA Award for Best Actor in a Leading Role |
| 1993 | Short Cuts                            | Gene Shepard               | Golden Globe Special Award for Ensemble Cast Volpi Cup for Best Ensemble Cast |
| 1994 | I.Q.                                  | Ed Walters                 | |
| 1994 | Prêt-à-Porter                         | Joe Flynne                 | Title in English: Ready to Wear National Board of Review Award for Best Cast |
| 1994 | The Shawshank Redemption              | Andy Dufresne              | Nominated — Chlotrudis Award for Best Actor Nominated — Screen Actors Guild Award for Outstanding Performance by a Male Actor in a Leading Role |
| 1994 | The Hudsucker Proxy                   | Norville Barnes            | |
| 1995 | Dead Man Walking                      | Dead Man Walking           | Writer & Director only Golden Aphrodite Award at the Love is Folly International Film Festival Humanitas Prize for Feature Film Category Palm Springs International Film Festival Award for Best Director Prize of the Ecumenical Jury Prize of the Guild of German Art House Cinemas Reader Jury of the "Berliner Morgenpost" Nominated — Academy Award for Best Director Nominated — Golden Globe Award for Best Screenplay Nominated — Golden Berlin Bear Award for Best Film |
| 1997 | Nothing to Lose                       | Nick Beam                  | |
| 1999 | Austin Powers: The Spy Who Shagged Me | The President              | |
| 1999 | Cradle Will Rock                      | Cradle Will Rock           | Writer & Director only Gran Angular Award for Best Director Gran Angular Award for Best Film Istanbul International Film Festival Award for International Competition National Board of Review Special Achievement in Filmmaking Award Nominated — Palme d'Or (1999 Cannes Film Festival) |
| 1999 | Arlington Road                        | Oliver Lang                | |
| 2000 | Mission to Mars                       | Woodrow 'Woody' Blake      | |
| 2000 | High Fidelity                         | Ian 'Ray' Raymond          | |
| 2001 | Antitrust                             | Gary Winston               | |
| 2001 | The Party's Over                      | Himself                    | |
| 2002 | Human Nature                          | Dr. Nathan Bronfman        | |
| 2002 | The Truth About Charlie               | Lewis Bartholomew          | |
| 2003 | Mystic River                          | Dave Boyle                 | Academy Award for Best Supporting Actor Boston Society of Film Critics Award for Best Cast Broadcast Film Critics Association Award for Best Supporting Actor Central Ohio Film Critics Association for Best Supporting Actor Chicago Film Critics Association Award for Best Supporting Actor Florida Film Critics Circle Award for Best Supporting Actor Golden Globe Award for Best Supporting Actor – Motion Picture Screen Actors Guild Award for Outstanding Performance by a Male Actor in a Supporting Role Southeastern Film Critics Association Award for Best Supporting Actor Nominated — BAFTA Award for Best Actor in a Supporting Role Nominated — Online Film Critics Society Award for Best Supporting Actor Nominated — Phoenix Film Critics Society Award for Best Supporting Actor Nominated — Screen Actors Guild Award for Outstanding Performance by a Cast in a Motion Picture Nominated — Washington D.C. Area Film Critics Association Award for Best Supporting Actor |
| 2003 | Code 46                               | William Geld               | |
| 2004 | Anchorman: The Legend of Ron Burgundy | Public News Anchor         | (Cameo — uncredited) |
| 2005 | The Secret Life of Words              | Josef                      | ADIRCAE Award for Best Performance in a Leading Role Nominated — Barcelona Film Award for Best Actor (Millor Actor) Nominated — Cinema Writers Circle Award for Best Actor (Mejor Actor) |
| 2005 | War of the Worlds                     | Harlan Ogilvy              | |
| 2005 | Zathura                               | Dad                        | |
| 2006 | Tenacious D in The Pick of Destiny    | The Stranger               | |
| 2006 | Catch a Fire                          | Nic Vos                    | |
| 2007 | Noise                                 | David Owen                 | |
| 2008 | The Lucky Ones                        | Fred Cheaver               | |
| 2008 | City of Ember                         | Loris Harrow               | |
| 2011 | Green Lantern                         | Senator Hammond            | |
| 2011 | Cinema Verite                         | Bill Loud                  | Nominated - Golden Globe Award for Best Supporting Actor – Series, Miniseries or Television Film |
| 2012 | Back to 1942                          | Father Megan               | |
| 2012 | Thanks for Sharing                    | Mike                       | |
| 2014 | Life of Crime                         | Frank Dawson               | |
| 2014 | The Spoils of Babylon                 | Jonas Morehouse            | TV miniseries |
| 2014 | Welcome to Me                         |                            | Filmare |